# Varus Video
«Varus Video» (Варус-Видео) — российская компания, обладавшая эксклюзивными правами на распространение в России кинопродукции американской компании Warner Home Video. Одна из первых российских фирм, занимающихся легальным видеотиражированием зарубежных и российских фильмов.

## История
Фирма была образована в 1992 году при участии одноимённой греческой компании, которая содействовала в заключении эксклюзивного договора с Warner Home Video, дочерним предприятием студии Warner Bros.. Первое время, однако, продукция компании не пользовалась особым спросом и содержала, в основном, «дешёвые американские поделки 80-х годов». Но 23 февраля 1994 года фирма выступила с презентацией первого пакета фильмов «категории А» 1991—1994 годов, выпущенных Warner Home Video.
Вечером 4 апреля 1994 года в Москве в доме № 6 на Осеннем бульваре неизвестные застрелили директора «Варус-Видео» Тамаза Топадзе и его племянника Георгия Ильнадзе, работавшего в этой же фирме. Многие сходились во мнении, что убийство было заказным, а его исполнители — профессионалами в своём деле. На тот момент компания была одной из немногих в России, выпускавшей видеокопии официально и значительным тиражом, в том числе и по заказу различных организаций (ВГТРК, «Мосфильм», «Art Pictures», студия «Слово»). Однако, по оценкам представителей нелегального видеорынка, качество копий фирмы (на аппаратуре Daewoо) и оперативность их выпуска на рынок часто уступала «пиратским», что не могло гарантировать серьёзной конкуренции, поэтому версия причастности «видеопиратов» к убийству попала под сомнение. Кроме того, Топадзе контролировал в своё время 7 % рекламной сетки на Первом канале, и после его смерти «Варус-Видео» присоединился к агентству «Премьер СВ» во главе с Сергеем Лисовским, захватившего таким образом монополию на рекламу на «первой кнопке».
В ноябре 1997 года предприятие заключило договор на аренду технологического оборудования с «Варус-Видео Продакшн» во главе с Игорем Пелинским. Этот альянс устраивал обе стороны. «Варус-Видео», благодаря греческим соучредителям, владел эксклюзивными правами на продукцию Warner Home Video. «Варус-Видео Продакшн» располагал оборудованием, необходимым для тиражирования видеопродукции. Техника общей стоимостью $2 млн была внесена в уставной капитал продакшн-компании американскими совладельцами. Обе компании планировали объединиться, и директором «Варус-Видео Продакшн» был назначен председатель правления «Варус-Видео» Яков Абрукин.
Однако о слиянии скоро забыли. Через девять месяцев сотрудничества, когда договор на аренду оборудования истек, выяснилось, что «Варус-Видео Продакшн» так и не получил арендной платы. Первым шагом руководства продакшн-компании стало увольнение Абрукина. Затем «Варус-Видео Продакшн» обратился в суд с иском о возврате оборудования и взыскании арендной платы и неустойки в размере $3,702 млн. После первого же судебного заседания «Варус-Видео Продакшн» потребовал привлечь Абрукина к ответственности в уголовном деле по факту подделки документов — на судебном заседании по «арендному» иску он представил фальсифицированный договор аренды.
Обе студии претендовали на эксклюзивные права по работе с Warner Home Video, и из-за раскола под угрозой оказалось исполнение договора с американской видеокомпанией, приостановившей его действие на полгода. Этим тут же воспользовался холдинг «Медиа-Мост», чья дочерняя структура — «Мост-Видео» — выкупила у «Варус-Видео» права на тиражирование фильмов Warner Home Video. По словам советника «Медиа-Моста» Дмитрия Остальского, «Мост-Видео» заключил с американской компанией договор на три года, однако раскрыть подробности сделки советник отказался.
MGM/UA Home Video на момент ликвидации Varus Video не заинтересован в Мост Видео: в 1999 году MGM заплатила Warner в размере $225 миллионов долларов в качестве завершение сделки по дистрибуции, это произошло после того как MGM/UA поглотила «Orion Pictures» в 1997 году чтобы избежать от сделки с Warner Home Video. Временно заключила договор с Союз Видео с 1999 по 2000 года, а потом к Лазер Видео в 2001 года, который включает право на распространение 20th Century Fox Home Entertainment.
В связи с этими событиями пошёл слух о скрытой покупке холдингом фирмы. Однако Абрукин заявлял, что разговоры о продаже некорректны, а «Варус-Видео» лишь является подрядчиком у нового правовладельца пакета Warner Home Video, поскольку тот не имеет своего оборудования. Столь странная схема сделки, с большой вероятностью, была вызвана тем, что между учредителями «Варус-Видео» ещё долгое время шли судебные разбирательства. На часть имущества компании претендовал и вышеупомянутый Игорь Пелинский, и несмотря на то, что суд не арестовал имущество компании, «Мост-Видео», очевидно, ещё некоторое время опасался приобретать его.
На момент суда «Мост-Видео», по словам сотрудников пресс-службы «Медиа-Моста», официально ещё не существовало как предприятие. Так или иначе, с конца 1999 года видеопродукция под маркой «Варус-Видео» больше не производилась, а на мастер-копиях фильмов логотип компании сменила эмблема «Мост-Видео». Последняя занималась выпуском как VHS, так и DVD с зарубежными и отечественными фильмами в период с 2000 по 2004 год, даже после упразднения «Медиа-Моста». 15 августа 2005 года компания «Мост-Видео» была ликвидирована.

## Дистрибуция
С самого начала своего существования «Варус-Видео» выпускала зарубежные фильмы и мультфильмы в профессиональном закадровом или дублированном переводе, выполненном на собственной студии, распространяя на видеокассетах на территории России и стран СНГ. Именно ей принадлежат первые лицензионные выпуски таких мультсериалов, как «Хи-Мен и властелины вселенной», «Блэкстар» и других. Впоследствии, фирма приобрела права на выпуск пакетов фильмов Columbia TriStar (1992-1997), MGM/UA Home Video/MGM Home Entertainment (1992-1999) и Warner Home Video (включая продукцию от New Line Cinema, HBO и Turner Entertainment). Сотрудничество с последней было продолжено «Мост-Видео», которая использовала новый для того времени формат DVD, а также перевыпускала на кассетах под своей эгидой некоторые видеопрограммы, изданные ранее «Варус-Видео». Однако, с октября 2001 года на территории СНГ (кроме России) дистрибуцией по фильмам Warner Home Video стала заниматься украинская компания «Интер-Фильм». Эмблемы «Мост-Видео» были заменены на голограммные наклейки «Интер-Фильм», которые она использовала для всех выпускаемых VHS, DVD и VCD. Впрочем, «Мост-Видео» продолжала сотрудничать с WHV и выпускать фильмы по её лицензии вплоть до сентября 2002 года.